# 红外测温仪
红外测温仪的测温原理是将物体发射的红外线具有的辐射能转变成电信号，
红外线辐射能的大小与物体本身的温度相对应，
根据转变成电信号大小，
可以确定物体的温度。
```
   三大分类
1人用
```

例如：红外线人体体温监测仪适用于人流量大的公共场合快速监测人体体表温度的专业仪器。具有非接触式测温、准确度高、测量速度快、超温语音报警等优点。特别适合于出入境口岸、港口、机场、码头、车站、机关、学校、影剧院等场合使用。
```
2工业外测
```

工业红外测温仪测量物体的表面温度，其光传感器辐射、反射并传输能量，然后能量由探头进行收集、聚焦，再由其它的电路将信息转化为读数显示在机上，本机配备的激光灯更有效对准被测物及提高测量精度。
```
3畜牧业动物
```

兽用红外线非接触体温计根据普朗克原理，通过准确测定动物体表特定部位的体表温度，修正体表温度与实际温度的温差，便能准确显示出动物的个体体温。